# 塞尔维亚和黑山
塞尔维亚和黑山国家联盟（羅馬化：Državna zajednica Srbija i Crna Gora），通称塞尔维亚和黑山（羅馬化：Srbija i Crna Gora），简称塞黑，为前南斯拉夫余下沒有独立的塞尔维亚和黑山两个共和国於2003年至2006年组成的松散聯邦制国家。塞黑两国于1992年首先组成南斯拉夫联盟共和国，该联邦後於2003年2月4日重组，并改名为“塞尔维亚和黑山”。2006年5月21日，黑山举行独立公投，独立派以微弱的票數55.4%优势获胜。6月3日黑山議會正式宣佈脫離塞爾維亞獨立，6月5日塞尔维亚议会亦宣佈獨立並且成為塞黑的法定繼承國，塞黑因而解體並從此消失，南斯拉夫至此走入歷史。
南斯拉夫联盟共和国形成后，两国之间日益疏远，而重组后的塞尔维亚和黑山是一个松散的联邦，接近於邦聯，但仍維持單一國際法人人格，两个加盟共和国只有在外交、国防等方面合作，各自实行不同的经济政策以及货币（南斯拉夫第納爾和歐元）体系，国家最高机构也分散在贝尔格莱德和波德戈里察两个首都。联邦宪法规定任何一个共和国可以在2006年以后通过公民投票寻求独立，而黑山正是在2006年运用了这一项权利，通过公投解散了塞黑国家联盟。
另外，1999年科索沃战争结束之后，塞尔维亚南部的科索沃地区實際脱离了塞尔维亚的实际管辖，并且成为了联合国的保护地，各方于2006年2月20日起就科索沃问题展开谈判，塞黑联盟解体时，科索沃主權和領土问题仍待解决，科索沃地區的阿爾巴尼亞人堅持科索沃獨立但塞爾維亞人則不願看見科索沃獨立。到了2008年2月17日，時任科索沃總理哈辛·塔奇在科索沃首都普里什蒂納正式宣布科索沃脫離塞爾維亞中央政府獨立，現獲得部分國際社會承認其國家地位，但塞爾維亞政府至今仍視科索沃主權為其管轄的科索沃自治省。

## 历史

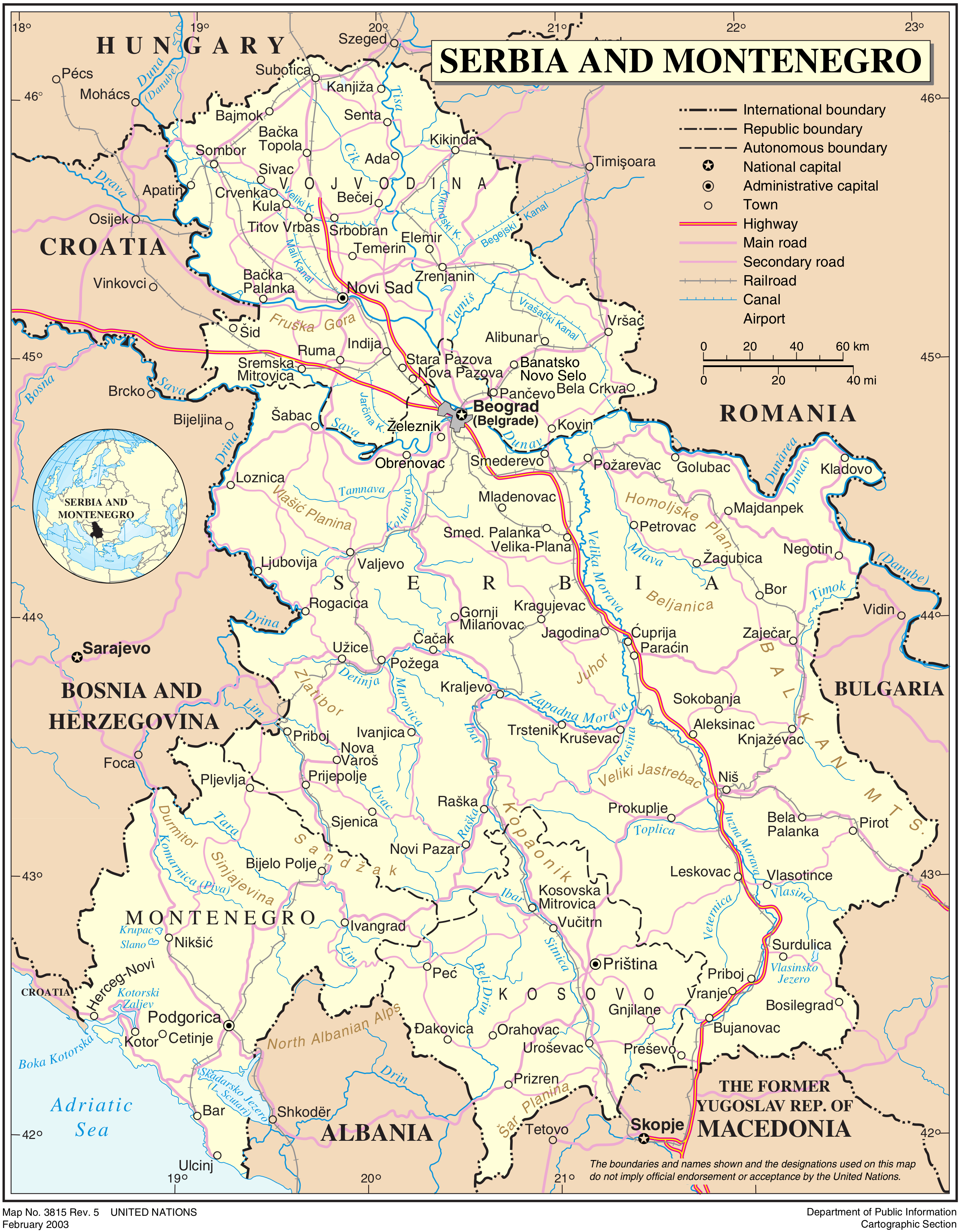
塞尔维亚和黑山地图

南斯拉夫社会主义联邦共和国于1991年至1992年解体后，剩余的塞尔维亚和黑山两个共和国重新组成了一个南斯拉夫联盟共和国（简称“南联盟”）。但联合国、美国等并未承认这个新的联邦国家。新的南斯拉夫联盟共和国成立后，在米洛舍維奇的领导下继续参加在克罗地亚以及波黑境内的战争，受到了西方国家的指责。战争于1995年各方签署代顿协议后停止。
1998年，塞尔维亚南部的科索沃地区爆发民族冲突，从而引发了北约国家和南斯拉夫联盟共和国之间的科索沃战争（1999年3月-6月）。战争结束后，科索沃转由北约和俄罗斯的维和部队所管辖。
2000年，米洛舍維奇政權倒塌，温和派领导人科什图尼察上台。南斯拉夫联盟共和国随即重新加入联合国。米洛舍维奇于2001年被引渡到位于荷兰海牙的联合国前南斯拉夫问题国际刑事法庭接受审理，2006年去世。
2002年2月，塞黑两国决定废除“南斯拉夫”的名称，把南斯拉夫聯盟共和國改成一个更為松散的联邦，接近於邦聯的國家聯盟。2003年2月4日，国家名称正式改为“塞爾維亞與蒙特內哥羅”，新宪法同时生效。
2006年5月21日，黑山舉行有关獨立的全民公决投票，支持獨立的选民以55.4%的微弱優勢決定終止與塞爾維亞的邦聯和國家聯盟關係，此前歐盟宣布獨立派需要獲得至少55%的選票欧盟才会接受投票的结果。6月3日黑山議會正式宣佈獨立，6月5日塞爾維亞國會亦宣佈獨立並且成為「塞尔维亚和黑山」的法定繼承國，「塞尔维亚和黑山」國家聯盟因此解散。

## 政治
塞黑国家元首为总统，任期为四年。总统由议会选出。塞黑总理为行政首脑，由总统任命。但短暫的聯盟期間，總統和總理皆由同一人出任，且無太多權力，權力實際上分別由塞尔维亚和黑山兩個政府各自運作。
塞黑最高立法机构是塞黑议会，实行一院制，一共有126名议员，其中91名代表塞尔维亚，35名代表黑山。主要政党有：
- 塞尔维亚
  - 塞尔维亚激进党
  - 塞爾維亞民主黨
  - 塞爾維亞社會黨
  - 民主党
- 黑山
  - 黑山社会主义者民主党
  - 黑山社会民主党

## 行政区划
塞尔维亚和黑山的領土可分為塞尔维亚共和国和黑山共和国；以及伏伊伏丁那自治省、科索沃自治省。
| 国旗 | 国徽 | 国名             | 首府       | 现今       | 地圖 |
| ---- | ---- | ---------------- | ---------- | ---------- | ---- |
|      |      | 塞爾維亞共和國   | 贝尔格莱德 | 塞爾維亞   |      |
|      |      | 蒙特內哥羅共和國 | 波德戈里察 | 蒙特內哥羅 |      |

其他：
- - 伏伊伏丁那自治省 – 塞爾維亞共和國的自治省。首府：諾維薩德。
  - 科索沃自治省 – 塞爾維亞共和國的自治省。科索沃戰爭後由聯合國監管。首府：普里什蒂納。

### 塞爾維亞共和國
塞尔维亚共和國再分为29个区和贝尔格莱德市，其中科索沃和梅托希亚自治省5个行政区，伏伊伏丁那自治省7个行政区，塞尔维亚其余地区17个行政区；塞爾維亞共和國分為195個市镇和4個城市，這是地方自治的基本單位。塞爾維亞共和國還轄有兩個自治省：南部的科索沃和梅托希亚自治省設有30個市镇，在1999年后由聯合國監管治理。伏伊伏丁那自治省位於北部，設有46個市镇和1個城市。而伏伊伏丁那和科索沃以外的塞爾維亞被稱為中塞爾維亞，中塞爾維亞并不是一個正式的行政區劃。
塞爾維亞有四個城市：貝爾格萊德、尼什、諾維薩德和克拉古耶瓦茨。每個城市均有自己的議會和預算。城市再下分为市辖市镇（或称为市辖區），並且分為「都市區」（市區）和「其他區」（郊區）。
| 地區                                  | 行政区             | 区名原文 | 行政中心             | 面積（km2） |
| ------------------------------------- | ------------------ | -------- | -------------------- | ----------- |
|                                       | 貝爾格勒           |          |                      | 3223        |
| 舒馬迪亞和塞爾維亞西部                | 科盧巴拉區         |          | 瓦列沃               | 2474        |
| 舒馬迪亞和塞爾維亞西部                | 马奇瓦区           |          | 沙巴茨               | 3268        |
| 舒馬迪亞和塞爾維亞西部                | 摩拉维察区         |          | 查查克               | 3016        |
| 舒馬迪亞和塞爾維亞西部                | 波莫拉夫列区       |          | 亚戈迪纳             | 2614        |
| 舒馬迪亞和塞爾維亞西部                | 拉西纳区           |          | 克魯舍瓦茨           | 2667        |
| 舒馬迪亞和塞爾維亞西部                | 拉什卡区           |          | 克拉列沃             | 3918        |
| 舒馬迪亞和塞爾維亞西部                | 舒馬迪亞區         |          | 克拉古耶瓦茨         | 2387        |
| 舒馬迪亞和塞爾維亞西部                | 茲拉蒂博爾區       |          | 乌日采               | 6140        |
| 塞尔维亚南部和东部                    | 博爾區             |          | 博爾                 | 3507        |
| 塞尔维亚南部和东部                    | 布拉尼切沃区       |          | 波扎雷瓦茨           | 3865        |
| 塞尔维亚南部和东部                    | 亚布拉尼察区       |          | 萊斯科瓦茨           | 2769        |
| 塞尔维亚南部和东部                    | 尼沙瓦区           |          | 尼什                 | 2729        |
| 塞尔维亚南部和东部                    | 普奇尼亞區         |          | 弗拉涅               | 3520        |
| 塞尔维亚南部和东部                    | 皮羅特區           |          | 皮羅特               | 2761        |
| 塞尔维亚南部和东部                    | 波杜纳夫列区       |          | 斯梅代雷沃           | 1248        |
| 塞尔维亚南部和东部                    | 托普利察区         |          | 普羅庫普列           | 2231        |
| 塞尔维亚南部和东部                    | 扎耶查爾區         |          | 扎耶查尔             | 3623        |
| 伏伊伏丁那自治省                      | 中巴納特區         |          | 茲雷尼亞寧           | 3256        |
| 伏伊伏丁那自治省                      | 北巴奇卡區         |          | 蘇博蒂察             | 1784        |
| 伏伊伏丁那自治省                      | 北巴納特區         |          | 基金達               | 2329        |
| 伏伊伏丁那自治省                      | 南巴奇卡區         |          | 諾維薩德             | 4016        |
| 伏伊伏丁那自治省                      | 南巴納特區         |          | 潘切沃               | 4245        |
| 伏伊伏丁那自治省                      | 斯雷姆區           |          | 斯雷姆斯卡米特羅維察 | 3486        |
| 伏伊伏丁那自治省                      | 西巴奇卡區         |          | 松博爾               | 2420        |
| 科索沃和梅托希亚自治省 （未实际管辖） | 科索沃区           |          | 普里什蒂納           | 3310        |
| 科索沃和梅托希亚自治省 （未实际管辖） | 科索沃波莫拉夫列区 |          | 格尼拉内             | 1389        |
| 科索沃和梅托希亚自治省 （未实际管辖） | 科索沃米特罗维察区 |          | 科索沃米特罗维察     | 2053        |
| 科索沃和梅托希亚自治省 （未实际管辖） | 佩奇区             |          | 佩奇                 | 2459        |
| 科索沃和梅托希亚自治省 （未实际管辖） | 普里茲倫區         |          | 普里茲倫             | 2196        |

### 黑山共和國
黑山共和國分為21個市镇。

## 地理
塞黑北部为多瑙河平原，南部黑山、科索沃地区为山地、丘陵。黑山199公里的海岸线为塞黑唯一一段出海口。塞尔维亚最高点是位于阿尔巴尼亚和科索沃边界的賈拉維察山（Daravica），海拔2656米。

## 人口
2006年聯盟解體前塞黑全境（包括科索沃）約有1000萬人口，其中62.6%为塞尔维亚人，16.5%为阿尔巴尼亚人，5%为蒙特內哥羅人。同时北部伏伊伏丁那民族比较多，有克罗地亚人、匈牙利人、罗马尼亚人、羅姆人和斯洛伐克人等。阿尔巴尼亚人主要居住于科索沃，蒙特內哥羅人主要居住於黑山。

## 经济
由于战争、制裁等原因，塞黑经济处于1990年水平的一半。自米洛舍维奇政权于2000年10月下台后，新上台的塞尔维亚民主反对阵营联合政府推行一系列政策，稳定国家经济，并促成市场经济改革。该年12月塞黑更新了其在国际货币基金的成员国地位，后来又重新加入世界银行以及欧洲复兴开发银行。2001年6月，世界银行和欧洲委员会共同举办捐赠大会，共为经济转型事业筹得13亿美元。
黑山经济早在米洛舍维奇执政时代就脱离了南联盟的控制，在塞黑联邦维持的3年中，两个共和国分别有自己的中央银行、货币、海关、关税、财政预算。塞尔维亚所发行的货币为塞尔维亚第纳尔，黑山则使用欧元。
科索沃名义上是塞尔维亚的一部分，但该地区实际由联合国科索沃临时行政当局特派团所管辖，财政方面则依赖国际社会的援助。欧元以及塞爾維亞第纳尔共为科索沃的官方货币。

## 节假日
| 日期      | 名称               |
| --------- | ------------------ |
| 1月1日    | 新年               |
| 1月7日    | 东正教的圣诞节     |
| 1月14日   | 塞尔维亚新年       |
| 2月15日   | 塞尔维亚國慶日     |
| 4月27日   | 宪法日             |
| 4月29日 * | 东正教的耶稣受难日 |
| 5月1日 *  | 东正教的复活节     |
| 5月2日 *  | 东正教的复活节翌日 |
| 5月1日    | 劳动节             |
| 5月9日    | 胜利日             |
| 7月13日   | 黑山國慶日         |

* 每年不同，以上为2005年日期